# 班島 (洛丘什)

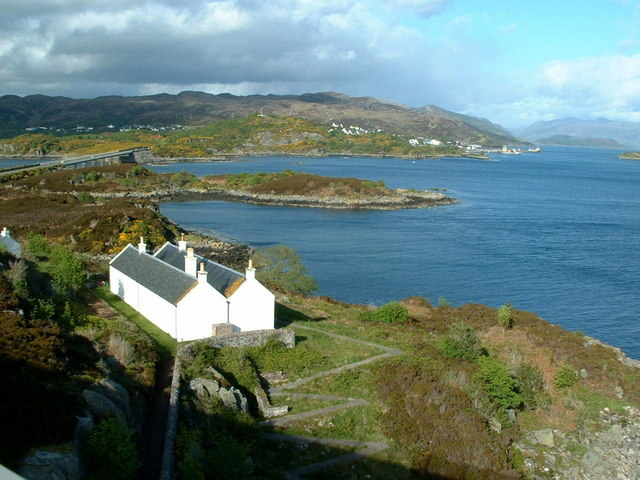

班島是蘇格蘭的島嶼，位於大西洋海域，屬於內赫布里底群島的一部分，面積0.024平方公里，該島西南端的燈塔在1857年建成，2001人口僅2人。
57°16′46″N 5°44′21″W / 57.27944°N 5.73917°W